# Hazelhoenchampignon
De hazelhoenchampignon (Agaricus phaeolepidotus) is een schimmel de behoort tot de familie Agaricaceae. Hij komt voor voor in loof- en gemengde bossen of in parken. Het produceert vruchtlichamen van juli tot september. Hij leeft saprotroof op humeuze grond op vruchtbare, kalkhoudende leem, klei of duinzand.

## Kenmerken

### Uiterlijke kenmerken
Hoed
De hoed heeft een diameter van 5 tot 10 cm. De vorm is convex en dikwijls met een platte schijf. Het centrum egaal lichtroodbruin, opbrekend in dichte kleine roodbruine vezelige schubjes op een bleke ondergrond. De hoed reageert positief met KOH.
Lamellen
De lamellen staan vrij, dicht bijeen. De kleur is rozegrijs en worden later donkerbruin tot zwart bij oudere vruchtlichamen.
Steel
De steel is 6 tot 13 cm lang, 0,7 tot 1,4 cm dik en heeft een ring. Deze ring heeft een bruine rand aan de binnenkant.
Vlees
Het vlees is zacht, wit, overal bruinig en alleen bleekgeel in de steelvoet.
Smaak
De zwam is niet eetbaar. Hij veroorzaakt heftige spijsverteringsstoornissen met misselijkheid en braken. De effecten zijn nog sterker in combinatie met ethylalcohol.
Geur
De zwam heeft een kenmerkende geur van inkt of carbol, alhoewel deze geur slechts zwak aanwezig is.

### Microscopische kenmerken
De basidia zijn 4-sporig, clavaat en meten 11,8–16,1 × 5,5–6,9 μm. De basidiosporen zijn glad, breed ellipsvormig en meten 4,5–6 × 3–4. Cheilocystidia zijn aanwezig, bolvormig, clavaat, peervormig, meestal eenvoudig, soms met één septum in het steeltje, hyaliene, glad en meten 11,6–28,8 × 8,1–19,3 (–20,7) μm.

## Verspreiding
De hazelhoenchampignon komt voor in Europa. Hij werd in 1989 op de rode lijst geplaatst als potentieel bedreigd wegens grote (internationale) zeldzaamheid en aard van het milieu.

## Verwarrende soorten
Hij is nauw verwant aan de parelhoenchampignon, maar deze heeft een bruine hoedkleur, grove bruine schubben op de onderzijde van de ring, geelverkleuring in de steelbasis is zwak of afwezig evenals de carbolgeur en de sporen zijn vaak iets langer..

## Taxonomie
Een Europese soort, de zwam werd voor het eerst wetenschappelijk beschreven in 1952 door F.H.Møller.